# Smaragdglansstaartkolibrie
De smaragdglansstaartkolibrie (Metallura tyrianthina) is een vogel uit de familie Trochilidae (kolibries).

## Verspreiding en leefgebied
Deze soort komt voor van noordelijk Venezuela tot noordelijk Bolivia en telt zeven ondersoorten:
- M. t. districta: de bergen van Santa Marta (noordoostelijk Colombia).
- M. t. chloropogon: noordelijk Venezuela.
- M. t. oreopola: westelijk Venezuela.
- M. t. tyrianthina: van centraal Colombia en Táchira (noordwestelijk Venezuela) tot oostelijk en zuidelijk Ecuador en noordelijk Peru.
- M. t. quitensis: noordwestelijk Ecuador.
- M. t. septentrionalis: westelijk van de Marañón-rivier (noordelijk Peru).
- M. t. smaragdinicollis: centraal en zuidelijk Peru, noordwestelijk Bolivia.